# X-Men : L'Affrontement final
Pour les articles homonymes, voir X-Men (homonymie) et X3.
Série X-Men
X-Men 2
(2003) X-Men: Le Commencement
(2011)
Série Wolverine
X-Men Origins: Wolverine
(2009)
Pour plus de détails, voir Fiche technique et Distribution.
X-Men: L'Affrontement final ou X-Men : L'Engagement ultime au Québec (X-Men: The Last Stand) est un film de science-fiction américano-britanno-canadien réalisé par Brett Ratner et sorti en 2006.
C'est le troisième film de la série X-Men mettant en scène les personnages de la série de comics X-Men de Marvel Comics, créés par le scénariste Stan Lee et le dessinateur Jack Kirby.

## Synopsis
En 2006, la société pharmaceutique Worthington a mis au point un « vaccin » permettant aux mutants de renoncer à leurs pouvoirs. Pour la première fois de leur histoire, un choix s'offre à eux : conserver leurs caractéristiques uniques mais également la méfiance de l'Humanité, ou bien abandonner leurs pouvoirs et devenir des êtres humains normaux. Malicia fait partie des mutants qui veulent renoncer à leurs pouvoirs.
Scott Summers (Cyclope), très déprimé depuis la mort de Jean Grey, retourne à Alkali Lake. Jean lui apparaît soudain en sortant du lac, ses pouvoirs s'étant manifestement développés. Alerté par ses pouvoirs psychiques, le professeur Xavier envoie Wolverine et Tornade à Alkali Lake et les deux mutants retrouvent Jean Grey inconsciente mais vivante alors que Cyclope a disparu. Ils la ramènent au manoir des X-Men où le Professeur leur explique que Jean Grey a libéré, en se sacrifiant, la partie de son subconscient appelée « le Phénix ». Craignant sa puissance incontrôlable, il avait contenu le Phénix depuis de nombreuses années. Jean Grey, désormais contrôlée par le Phénix, s'échappe peu après du manoir.
Erik Lehnsherr / Magnéto, secondé par Pyro et Mystique, recrute quant à lui de nombreux mutants dans sa Confrérie afin de lutter contre la firme qui produit les vaccins anti-mutants. Il délivre notamment le Fléau et l'Homme-Multiple et s'entoure de mutants tels que Callisto, Psylocke, Spyke ou encore Arclight. Mais Mystique, touchée par un pistolet à aiguille, se fait inoculer le vaccin. Elle perd ses pouvoirs et Lehnsherr l'abandonne, malgré de longues années de loyaux services.
Magnéto et Charles Xavier cherchent Jean Grey et la retrouvent dans la maison où elle a passé son enfance. Pendant que Wolverine et Tornade se battent contre le Fléau et Callisto, le professeur essaie de contrôler le Phénix mais cette dernière, rongée par une rancœur accumulée durant toutes ces années, libère sa puissance destructrice et, par là-même, semble éliminer le Professeur. N'ayant plus de repères, le Phénix s'allie à Erik Lehnsherr et sa Confrérie, persuadée par ce dernier que son mentor lui a menti toute sa vie sur ce qu'elle est vraiment.
Magnéto, ayant désormais le champ libre, quoique triste de la disparition de son vieil ami, lève une armée de mutants afin d'assiéger l'île d'Alcatraz, île sur laquelle se trouve Jimmy / Sangsue, l'enfant grâce auquel la société Worthington fabrique les vaccins anti-mutants et dont la capacité est d'annuler tous les pouvoirs des mutants à proximité de lui. Tornade, Wolverine, le Fauve, Iceberg, Colossus et Kitty Pryde unissent leurs forces pour affronter Erik Lehnsherr. Un gigantesque combat éclate car les mutants de la Confrérie donnent l'assaut alors que les militaires défendent l'île. Iceberg triomphe de Pyro, Kitty Pryde sauve Jimmy du Fléau, Tornade électrocute Callisto et Wolverine finit par réussir à distraire Magnéto le temps que le Fauve lui injecte l'antidote, ce qui lui retire tous ses pouvoirs.
Cependant, le Phénix n'est pas vaincu et détruit tout autour d'elle. Wolverine comprend alors que seul lui peut l'arrêter. Il s'efforce de s'approcher de Jean Grey, mutilé par sa puissance psychique, mais grâce à sa mutation et à son squelette en adamantium, il parvient à arriver jusqu'à elle. Jean regagne momentanément le contrôle et supplie Wolverine de la tuer, ce qu'il fait le cœur brisé.
Tornade est désormais la leader de la Fondation Xavier, tandis que la tombe de Jean Grey est installée à côté de celles de Scott Summers et du Professeur X. Erik Lehnsherr joue aux échecs seul au Golden Gate Park, en souvenir de Charles Xavier. Il parvient à faire très légèrement bouger une pièce avec ses pouvoirs.
Scène post-générique
Dans une grande chambre, un homme seul est allongé sur un lit d'hôpital. La Dr Moira MacTaggert entre, le salue et observe les informations sur les appareils à côté du lit. L'homme tourne la tête vers elle et répond à son salut avec la voix de Charles Xavier. Moira se redresse et le regarde, bouleversée d'entendre la voix du Professeur.

## Fiche technique
Sauf indication contraire, les informations mentionnées dans cette section peuvent être confirmées par les bases de données cinématographiques IMDb et Allociné,  présentes dans la section « Liens externes ».
- Titre original : X-Men: The Last Stand
- Titre français : X-Men : L'Affrontement final
- Titre québécois : X-Men : L'Engagement ultime
- Réalisation : Brett Ratner
- Scénario : Zak Penn et Simon Kinberg
- Musique : John Powell
- Direction artistique : Chad S. Frey, Geoff Hubbard, Helen Jarvis, Justin Scoppa Jr. et Sandi Tanaka
- Décors : Ed Verreaux
- Costumes : Judianna Makovsky et Lisa Tomczeszyn
- Photographie : Dante Spinotti
- Son : Erin Michael Rettig, William Stein, Holger M. Thiele
- Montage : Mark Helfrich, Mark Goldblatt et Julia Wong
- Production : Lauren Shuler Donner, Avi Arad et Ralph Winter
  - Production déléguée : Kevin Feige, Stan Lee et John Palermo
  - Production associée : David Gorder
  - Coproduction : Lee Cleary, Ross Fanger, James M. Freitag et Kurt Williams
- Sociétés de production[1] :
  - États-Unis : Donners' Company, Thinkfilm et X3US Productions, présenté par Twentieth Century Fox, en association avec Marvel Enterprises, réalisé en association avec Dune Entertainment, financé par Major Studio Partners
  - Royaume-Uni : produit en association avec Ingenious Film Partners
  - Canada : X3 Canada Productions et XM3 Service
- Société de distribution : Twentieth Century Fox (États-Unis, Canada et Royaume-Uni) ; Fox-Warner (Suisse romande) ; Twentieth Century Fox France (France)
- Budget : 150 millions de $[2]
- Pays de production :  États-Unis,  Royaume-Uni,  Canada
- Langue originale : anglais
- Format[3] : couleur - 35 mm / D-Cinema - 2,39:1 (Cinémascope) (Panavision) - son DTS-ES | Dolby Digital EX | SDDS
- Genre : super-héros, action, aventures, science-fiction, fantastique
- Durée : 104 minutes
- Dates de sortie[4] :
  - France : 22 mai 2006 (festival de Cannes) ; 24 mai 2006 (sortie nationale)
  - Belgique, Suisse romande : 24 mai 2006[5],[6]
  - Royaume-Uni : 25 mai 2006
  - États-Unis, Québec : 26 mai 2006[7]
- Classification[8] :
  - États-Unis : accord parental recommandé, film déconseillé aux moins de 13 ans (PG-13 - Parents Strongly Cautioned)[Note 2]
  - Royaume-Uni : les enfants de moins de 12 ans doivent être accompagnés d'un adulte (12A - Suitable for 12 years and over)[9]
  - Canada : certaines scènes peuvent heurter les enfants - accord parental souhaitable (PG - Parental Guidance)
  - Québec : tous publics - déconseillé aux jeunes enfants (G - General Rating)[7]
  - France : tous publics (visa d'exploitation no 115305 délivré le 19 mai 2006)[10].
  - Belgique : tous publics (Alle Leeftijden)[5]
  - Suisse romande : interdit aux moins de 12 ans[11]

## Distribution
- Hugh Jackman (VF : Joël Zaffarano) : Logan / Wolverine
- Halle Berry (VF : Géraldine Asselin) : Ororo Munroe / Tornade
- Ian McKellen (VF : Bernard Dhéran) : Erik Lehnsherr / Magnéto
- Famke Janssen (VF : Juliette Degenne) : Jean Grey / Le Phénix
- Anna Paquin (VF : Caroline Victoria) : Marie / Malicia
- Patrick Stewart (VF : Pierre Dourlens) : le Professeur Charles Xavier
- Kelsey Grammer (VF : Jean-Claude de Goros) : Dr Hank McCoy / le Fauve, ministre des Affaires Mutantes
- James Marsden (VF : Damien Boisseau) : Scott Summers / Cyclope
- Rebecca Romijn (VF : Caroline Santini) : Raven Darkholme / Mystique
- Shawn Ashmore (VF : Patrick Mancini) : Bobby Drake / Iceberg
- Aaron Stanford (VF : Boris Rehlinger) : John Allerdyce / Pyro
- Elliot Page (VF : Barbara Kelsch) : Kitty Pryde (crédité Ellen Page)
- Vinnie Jones (VF : Patrick Béthune) : Cain Marko / Le Fléau
- Daniel Cudmore : Peter Rasputin / Colossus
- Ben Foster (VF : Alexandre Gillet) : Warren Worthington III / Angel
- Michael Murphy (VF : Philippe Vincent) : Warren Worthington Sr.
- Dania Ramírez (VF : Mbembo) : Callisto
- Eric Dane (VF : Rémi Bichet) : Jamie Madrox / L'Homme-Multiple
- Shohreh Aghdashloo (VF : Sophie Deschaumes) : Dr Kavita Rao
- Mei Melançon : Psylocke
- Omahyra Mota : Philippa Sontag / Arclight
- Ken Leung : Quill
- Olivia Williams (VF : Virginie Ledieu) : Dr Moira MacTaggert
- Cameron Bright : Jimmy / Leech
- Josef Sommer : le Président des États-Unis
- Bill Duke (VF : Bruno Henry) : Bolivar Trask, Secrétaire à la Sécurité intérieure
- Kea Wong : Jubilation Lee / Jubilee
- Shauna Kain : Theresa Cassidy / Cyrène
- Makenzie Vega : l'apparence de petite fille prise par Mystique dans le camion
- Stan Lee : l'homme au jet d'eau (caméo)

Source et légende : « Fiche du doublage français du film », sur Voxofilm (consulté le 7 juin 2011).

## Production

### Développement du film

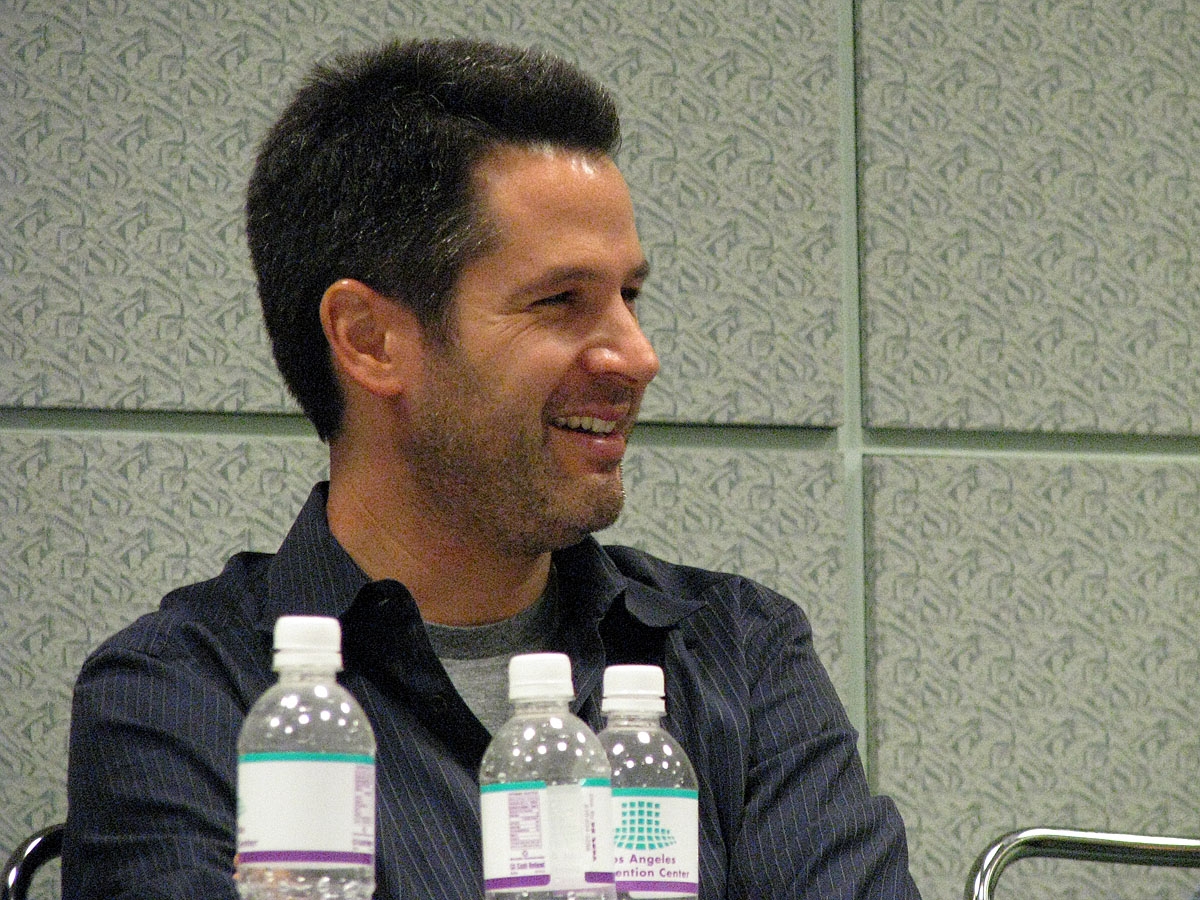
Le scénariste Simon Kinberg co-écrit le script du film. Il deviendra l'un des principaux responsables créatifs de la franchise.

Bryan Singer, réalisateur de X-Men et X-Men 2, devait initialement réaliser le troisième épisode. Cependant, il s'était engagé avec Warner Bros. sur la mise en chantier de Superman Returns et, du coup, la 20th Century Fox préféra continuer sans lui et chercha un remplaçant. Les noms de Matthew Vaughn, Joss Whedon et Brett Ratner sont apparus. Finalement, Brett Ratner fut retenu pour réaliser le troisième épisode X-Men. Matthew Vaughn réalisera quant à lui X-Men : Le Commencement, la préquelle, en 2011.

### Attribution des rôles
Alan Cumming a refusé de reprendre son personnage de Diablo.
Pour le rôle de Warren Worthington III alias Angel, Nick Stahl et Mike Vogel étaient envisagés avant que Ben Foster n'obtienne le rôle. Pour le rôle de Kitty Pryde, Maggie Grace fut envisagée, mais les producteurs trouvaient qu'elle était trop âgée pour le rôle.
Beverley Mahood (en) devait incarner Arclight, mais déclina le rôle après le refus de Bryan Singer de réaliser le film. Shabana Azmi et Tabu devaient incarner le Docteur Kavita Rao (l'assistante de M. Worthington).

## Bande originale
Albums de John Powell
Happy Feet
(2006) Vol 93
(2006)
Bandes originales de X-Men
X-Men 2
(2002) X-Men Origins: Wolverine
(2009)
Toute la musique est composée par John Powell.
| Liste des titres | Liste des titres                             | Liste des titres | Liste des titres | Liste des titres | Liste des titres | Liste des titres | Liste des titres | Liste des titres | Liste des titres |
| No               | Titre                                        | Durée            |                  |                  |                  |                  |                  |                  |                  |
| ---------------- | -------------------------------------------- | ---------------- | ---------------- | ---------------- | ---------------- | ---------------- | ---------------- | ---------------- | ---------------- |
| 1.               | 20 Years Ago                                 | 1:10             |                  |                  |                  |                  |                  |                  |                  |
| 2.               | Bathroom Titles                              | 1:09             |                  |                  |                  |                  |                  |                  |                  |
| 3.               | The Church of Magneto/Raven Is My Slave Name | 2:40             |                  |                  |                  |                  |                  |                  |                  |
| 4.               | Meet Leech, Then Off To the Lake             | 2:37             |                  |                  |                  |                  |                  |                  |                  |
| 5.               | Whirlpool of Love                            | 2:04             |                  |                  |                  |                  |                  |                  |                  |
| 6.               | Examining Jean                               | 1:12             |                  |                  |                  |                  |                  |                  |                  |
| 7.               | Dark Phoenix                                 | 1:28             |                  |                  |                  |                  |                  |                  |                  |
| 8.               | Angel's Cure                                 | 2:34             |                  |                  |                  |                  |                  |                  |                  |
| 9.               | Jean and Logan                               | 1:39             |                  |                  |                  |                  |                  |                  |                  |
| 10.              | Dark Phoenix Awakes                          | 1:45             |                  |                  |                  |                  |                  |                  |                  |
| 11.              | Rejection Is Never Easy                      | 1:09             |                  |                  |                  |                  |                  |                  |                  |
| 12.              | Magneto Plots                                | 2:05             |                  |                  |                  |                  |                  |                  |                  |
| 13.              | Entering the House                           | 1:18             |                  |                  |                  |                  |                  |                  |                  |
| 14.              | Dark Phoenix's Tragedy                       | 3:18             |                  |                  |                  |                  |                  |                  |                  |
| 15.              | Farewell to X                                | 0:30             |                  |                  |                  |                  |                  |                  |                  |
| 16.              | The Funeral                                  | 2:52             |                  |                  |                  |                  |                  |                  |                  |
| 17.              | Skating On the Pond                          | 1:12             |                  |                  |                  |                  |                  |                  |                  |
| 18.              | Cure Wars                                    | 2:57             |                  |                  |                  |                  |                  |                  |                  |
| 19.              | Fight in the Woods                           | 3:06             |                  |                  |                  |                  |                  |                  |                  |
| 20.              | St Lupus Day                                 | 3:03             |                  |                  |                  |                  |                  |                  |                  |
| 21.              | Building Bridges                             | 1:16             |                  |                  |                  |                  |                  |                  |                  |
| 22.              | Shock and No Oars                            | 1:15             |                  |                  |                  |                  |                  |                  |                  |
| 23.              | Attack on Alcatraz                           | 4:36             |                  |                  |                  |                  |                  |                  |                  |
| 24.              | Massacre                                     | 0:31             |                  |                  |                  |                  |                  |                  |                  |
| 25.              | The Battle of the Cure                       | 4:20             |                  |                  |                  |                  |                  |                  |                  |
| 26.              | Phoenix Rises                                | 4:21             |                  |                  |                  |                  |                  |                  |                  |
| 27.              | The Last Stand                               | 5:29             |                  |                  |                  |                  |                  |                  |                  |
| 61:27            |                                              |                  |                  |                  |                  |                  |                  |                  |                  |

## Sortie et accueil

### Accueil critique
Le film est moins bien accueilli par la presse que les deux précédents volets. Il recueille notamment 57% de critiques favorables sur le site Rotten Tomatoes, avec un score moyen de 5,9⁄10 et sur la base de 238 critiques collectées. Sur le site Metacritic, il obtient un moyenne pondérée de 58⁄100 basée sur 38 critiques collectées.
En France, le site Allociné propose une note moyenne de 2.9⁄5 à partir de l'interprétation de critiques provenant de 25 titres de presse. Parmi les critiques positives, Pascal Pinteau de L'Écran fantastique estime qu'il s'agit du « film le plus émouvant et le plus spectaculaire de cette trilogie passionnante ». Alain Grasset du Parisien  évoque des « séquences d'action époustouflantes et les effets spéciaux spectaculaires » qui « n'excluent pas les vrais moments d'émotion ». Pour Philippe Ross de Télé 7 Jours, « ce troisième opus est tout aussi réussi que les précédents ».
La plupart des critiques sont plus mitigées. Ainsi, pour Stéphane Delorme des Cahiers du cinéma, le film « vaut surtout pour une scène d'anthologie : le déplacement du Golden Gate Bridge ». Dans Le Monde, Thomas Sotinel évoque « un rythme échevelé plutôt plaisant » mais un film dépourvu d'émotions. Alain Spira de Paris Match estime que les « effets spéciaux qui s'enchaînent et se déchaînent en un feu d'artifice époustouflant » ne parviennent pas « à masquer les faiblesses du scénario ». Pour Olivier Bonard du Nouvel Observateur, le film « est une bonne surprise, le manque d'envergure de la mise en scène étant compensé par un scénario malin ».
Parmi les critiques négatives, Stéphane Moissakis de Mad Movies évoque « des nouveaux venus faisant de la figurations (...) et des gags qui font pitié (...) »[réf. nécessaire]. Pour Gérard Delorme du magazine Première, Brett Ratner signe « l'épisode le plus faible et le moins inspiré de la série ». Dans Journal du dimanche, Barbara Théate écrit notamment « on se perd dans un scénario qui part dans tous les sens et on regrette qu'il n'y ait pas plus d'affrontements explosifs entre mutants ».

#### Postérité
L'accueil du film est hostile au fil des années, le scénariste Simon Kinberg reconnaît plusieurs défauts, surtout sur le traitement de l'histoire et X-Men: Apocalypse fit une plaisanterie qui sous-entend que cet épisode est raté.
X-Men: Dark Phoenix, en 2019, réalisé par Simon Kinberg, adapte également l'arc du Phénix Noir, souhaitant un traitement plus satisfaisant de l'histoire. La nouvelle tentative est un échec critique et public, dont plusieurs reproches indiquent qu'elle est trop proche de ce 3e opus.

### Box-office
Le film connait un très important succès commercial, rapportant 459 359 555 $ au box-office mondial, dont 234 362 462 $ aux États-Unis et au Canada. Ces recettes le classent au 7e rang des films ayant le plus rapporté au box-office en 2006. Il réalise 2 824 519 entrées en France, 457 309 au Québec, 340 913 en Belgique et 146 004 en Suisse. Voici un tableau résumant les principaux résultats du film au box-office :
| Pays         | Box-office    |
| ------------ | ------------- |
| États-Unis   | 234 362 462 $ |
| Royaume-Uni  | 35 817 332 $  |
| France       | 22 320 911 $  |
| Mexique      | 16 438 872 $  |
| Japon        | 12 965 004 $  |
| Allemagne    | 12 658 448 $  |
| Australie    | 12 601 706 $  |
| Corée du Sud | 12 406 569 $  |
| Espagne      | 12 315 946 $  |
| Brésil       | 11 181 839 $  |

| Pays        | Box-office  |
| ----------- | ----------- |
| Italie      | 7 401 192 $ |
| Russie      | 6 071 371 $ |
| Philippines | 3 133 607 $ |
| Taïwan      | 3 079 286 $ |
| Singapour   | 3 070 217 $ |
| Thaïlande   | 2 815 626 $ |
| Hong Kong   | 2 722 049 $ |
| Chine       | 2 657 186 $ |
| Belgique    | 2 649 265 $ |
| Porto Rico  | 2 335 661 $ |

| Pays             | Box-office    |
| ---------------- | ------------- |
| Suède            | 2 268 276 $   |
| Argentine        | 2 202 510 $   |
| Danemark         | 2 000 828 $   |
| Pays-Bas         | 1 964 264 $   |
| Malaisie         | 1 962 167 $   |
| Nouvelle-Zélande | 1 877 508 $   |
| Colombie         | 1 832 479 $   |
| Afrique du Sud   | 1 809 518 $   |
| Venezuela        | 1 802 556 $   |
| Suisse           | 1 794 001 $   |
| Monde            | 459 359 555 $ |

## Distinctions
Entre 2006 et 2007, X-Men : L'Affrontement final a été sélectionné 47 fois dans diverses catégories et a remporté 7 récompenses,.

### Récompenses
| Année | Festivals de cinéma                                                            | Prix                                                                   | Lauréat(es)                                 |
| ----- | ------------------------------------------------------------------------------ | ---------------------------------------------------------------------- | ------------------------------------------- |
| 2006  | Prix du cinéma hollywoodien                                                    | Prix du cinéma hollywoodien du maquillage de l'année                   | Kris Evans                                  |
| 2006  | Prix Satellites                                                                | Satellite Awards du meilleur montage                                   | Mark Helfrich, Mark Goldblatt et Julia Wong |
| 2006  | Prix Schmoes d'or                                                              | Schmoes d'or de la plus grande déception de l'année                    | -                                           |
| 2006  | Prix Scream                                                                    | Scream Award de la meilleure adaptation d'une bande dessinée à l'écran | -                                           |
| 2006  | Société des critiques de films de Las Vegas                                    | Prix Sierra des meilleurs effets visuels                               | -                                           |
| 2007  | Académie des films de science-fiction, fantastique et d'horreur - Prix Saturn, | Saturn Award de la meilleure actrice dans un second rôle               | Famke Janssen                               |
| 2007  | ASCAP / Société américaine des compositeurs, auteurs et éditeurs               | Prix ASCAP des meilleurs films au box-office                           | John Powell                                 |

### Nominations
| Année | Festivals de cinéma                                                                                   | Prix                                                                               | Lauréat(es)                                                    |
| ----- | --- | ---------------------------------------------------------------------------------- | -------------------------------------------------------------- |
| 2006  | Festival de Cannes                                                                                    | Longs métrages - Hors-compétition                                                  | Brett Ratner                                                   |
| 2006  | Festival du film de Hollywood                                                                         | Film de l'année (soumis au vote des internautes)                                   | Brett Ratner                                                   |
| 2006  | Prix de la bande-annonce dorée                                                                        | Meilleur blockbuster de l'été 2006                                                 | -                                                              |
| 2006  | Prix du film noir (Black Movie Awards)                                                                | Meilleure actrice dans un rôle principal                                           | Halle Berry                                                    |
| 2006  | Prix du jeune public                                                                                  | Meilleur film d'action / aventure                                                  | -                                                              |
| 2006  | Prix du jeune public                                                                                  | Meilleur film d'été : drame / action-aventure                                      | -                                                              |
| 2006  | Prix du jeune public                                                                                  | Meilleur acteur de cinéma dans un film dramatique / action aventure                | Hugh Jackman                                                   |
| 2006  | Prix du jeune public                                                                                  | Meilleure actrice de cinéma dans un film dramatique / action aventure              | Halle Berry                                                    |
| 2006  | Prix du jeune public                                                                                  | Meilleure scène de bagarre                                                         | Les X-Men contre la fraternité de Magneto                      |
| 2006  | Prix du jeune public                                                                                  | Meilleur baiser                                                                    | Famke Janssen et Hugh Jackman                                  |
| 2006  | Prix du jeune public                                                                                  | Personne la plus méprisable                                                        | Ian McKellen                                                   |
| 2006  | Prix Schmoes d'or                                                                                     | Meilleurs effets spéciaux de l'année                                               | -                                                              |
| 2006  | Prix Stinkers du mauvais film (The Stinkers Bad Movie Awards)                                         | Faux accent féminin le plus ennuyeux                                               | Anna Paquin                                                    |
| 2006  | Prix Satellites                                                                                       | Meilleure photographie                                                             | Dante Spinotti                                                 |
| 2006  | Prix Satellites                                                                                       | Meilleurs effets visuels                                                           | John Bruno                                                     |
| 2006  | Prix Satellites                                                                                       | Meilleur son (montage et mixage)                                                   | Steve Maslow, Doug Hemphill, John A. Larsen et Rick Klein      |
| 2006  | Prix Scream                                                                                           | Meilleur super-héros                                                               | Famke Janssen                                                  |
| 2006  | Prix Scream                                                                                           | Super-héros le plus sexy                                                           | Famke Janssen                                                  |
| 2007  | Académie des films de science-fiction, fantastique et d'horreur - Prix Saturn,                        | Meilleur film de science-fiction                                                   | -                                                              |
| 2007  | Académie des films de science-fiction, fantastique et d'horreur - Prix Saturn,                        | Meilleur acteur dans un second rôle                                                | Kelsey Grammer                                                 |
| 2007  | Académie des films de science-fiction, fantastique et d'horreur - Prix Saturn,                        | Meilleure musique                                                                  | John Powell                                                    |
| 2007  | Académie des films de science-fiction, fantastique et d'horreur - Prix Saturn,                        | Meilleurs costumes                                                                 | Judianna Makovsky                                              |
| 2007  | Académie des films de science-fiction, fantastique et d'horreur - Prix Saturn,                        | Meilleurs effets visuels                                                           | John Bruno, Eric Saindon et Craig Lyn                          |
| 2007  | Association du cinéma et de la télévision en ligne                                                    | Meilleurs effets visuels                                                           | John Bruno, Eric Saindon, Craig Lyn et Mike Vézina             |
| 2007  | Guilde des créateurs de costumes                                                                      | Meilleurs costumes de film fantastique                                             | Judianna Makovsky                                              |
| 2007  | NRJ Ciné Awards                                                                                       | Meilleur jeu vidéo                                                                 | -                                                              |
| 2007  | Prix du choix des enfants                                                                             | Star de cinéma féminine préférée                                                   | Halle Berry                                                    |
| 2007  | Prix du cinéma en ligne italien (IOMA) (Italian Online Movie Awards (IOMA))                           | Meilleurs effets spéciaux                                                          | -                                                              |
| 2007  | Prix du cinéma et de la télévision irlandais                                                          | Meilleur acteur international                                                      | Ian McKellen                                                   |
| 2007  | Prix du public                                                                                        | Film préféré                                                                       | -                                                              |
| 2007  | Prix du public                                                                                        | Film dramatique préféré                                                            | -                                                              |
| 2007  | Prix des jeunes artistes                                                                              | Meilleur second rôle masculin dans un film (Jeune acteur)                          | Cameron Bright                                                 |
| 2007  | Prix Empire                                                                                           | Meilleur film fantastique ou de science-fiction                                    | -                                                              |
| 2007  | Prix Empire                                                                                           | Meilleure scène                                                                    | La confrontation entre Phoenix et le professeur X              |
| 2007  | Prix international de la critique de musique de film (International Film Music Critics Award (IFMCA)) | Musique de film de l'année                                                         | John Powell                                                    |
| 2007  | Prix international de la critique de musique de film (International Film Music Critics Award (IFMCA)) | Meilleure musique originale pour un film fantastique / science-fiction / d’horreur | John Powell                                                    |
| 2007  | Société des effets visuels                                                                            | Meilleur effet visuel unique de l'année                                            | Eric Saindon, Cyndi Ochs, G.G. Heitmann Demers et Roger Shortt |
| 2007  | Taurus - Prix mondiaux des cascades                                                                   | Meilleur combat                                                                    | Mike Lambert, Richard Bradshaw et Mark Mottram                 |
| 2007  | Taurus - Prix mondiaux des cascades                                                                   | Meilleur combat                                                                    | Lani Gelera, Angela Uyeda et Crystal Dalman                    |
| 2007  | Taurus - Prix mondiaux des cascades                                                                   | Meilleures cascadeuses                                                             | Lani Gelera, Angela Uyeda et Crystal Dalman                    |

## Anecdotes
- Pour la première scène du film, les acteurs Patrick Stewart et Ian McKellen ont été rajeunis à l'aide d'un logiciel informatique.
- Curieusement dans la version française, Charles Xavier tutoie à nouveau Wolverine tout comme dans le premier film alors qu'il le vouvoyait dans le second.
- Avec un budget de 210 millions de dollars, X-Men : L'Affrontement final est à l'époque le film le plus cher de l'histoire du cinéma[27].
- Ben Foster et Rebecca Romijn avaient joué ensemble en 2004  dans The Punisher de Jonathan Hensleigh.

## Adaptations
Le film a fait l'objet d'une adaptation en livre, écrite par Chris Claremont et publié le 16 mai 2006.
X-Men: The Official Game est un jeu vidéo, sorti le 19 mai 2006, qui couvre les événements des films X-Men 2 et X-Men : L'Affrontement final.